# Štefanovičová
Štefaničová (maďarskyTarány) je obec na Slovensku v okrese Nitra, v jihovýchodní části Nitranské pahorkatiny, 17 km jižně od Nitry. Místo je poprvé písemně zmíněno v roce 1269 jako Taran. Během staletí se vyvinulo jako dvě samostatná místa – Dolný Taráň a Horný Taráň. Po pozemkové reformě v letech 1924 až 1925 se zde usadili Slováci z bývalého Království Jugoslávie a Moravané. V roce 1935 se obě místa sloučila a vznikla obec Taraň, která v roce 1948 dostala název Štefanovičová. V letech 1986 až 1997 byla obec součástí sousední obce Mojmírovce.[zdroj⁠?!]